# Anatol Roshko
Anatol Roshko (Bellevue, 15 de julho de 1923 – 23 de janeiro de 2017) foi um professor emérito de aeronáutica do Instituto de Tecnologia da Califórnia.

## Livros
- Liepmann, H.; Roshko, A. (1993) [1957], Elements of gasdynamics, ISBN 0486419630, Courier Dover Publications